# Campeonato Mundial de Halterofilismo de 2019 - Mais de 109 kg masculino
A categoria mais de 109 kg masculino foi um evento do Campeonato Mundial de Halterofilismo de 2019, disputado no Centro Nacional de Treinamento Esportivo Oriental, em Pattaya, na Tailândia, no dia 27 de setembro de 2019. 

## Calendário
Horário local (UTC+7)
| Dia            | Horário | Fase    |
| -------------- | ------- | ------- |
| 27 de setembro | 09:00   | Grupo C |
| 27 de setembro | 11:00   | Grupo B |
| 27 de setembro | 15:55   | Grupo A |

## Medalhistas
| Evento    | Ouro                   | Ouro   | Prata              | Prata  | Bronze                 | Bronze |
| --------- | ---------------------- | ------ | ------------------ | ------ | ---------------------- | ------ |
| Arranque  | Lasha Talakhadze (GEO) | 220 kg | Gor Minasyan (ARM) | 212 kg | Walid Bidani (ALG)     | 200 kg |
| Arremesso | Lasha Talakhadze (GEO) | 264 kg | Gor Minasyan (ARM) | 248 kg | Ruben Aleksanyan (ARM) | 245 kg |
| Total     | Lasha Talakhadze (GEO) | 484 kg | Gor Minasyan (ARM) | 460 kg | Ruben Aleksanyan (ARM) | 437 kg |

## Recordes
Antes desta competição, o recorde mundial da prova era o seguinte:
| Recorde         | Tipo      | Atleta                 | Peso   | Local  | Data                |
| Recorde Mundial | Arranque  | Lasha Talakhadze (GEO) | 218 kg | Batumi | 13 de abril de 2019 |
| Recorde Mundial | Arremesso | Lasha Talakhadze (GEO) | 260 kg | Batumi | 13 de abril de 2019 |
| Recorde Mundial | Total     | Lasha Talakhadze (GEO) | 478 kg | Batumi | 13 de abril de 2019 |

Os seguintes novos recordes foram estabelecidos durante esta competição.
| Arranque  | 220 kg | Lasha Talakhadze (GEO) | Recorde mundial |
| Arremesso | 264 kg | Lasha Talakhadze (GEO) | Recorde mundial |
| Total     | 484 kg | Lasha Talakhadze (GEO) | Recorde mundial |

## Resultado
Os resultados foram os seguintes. 
| Pos.              | Atleta                      | Grupo | Arranque (kg) | Arranque (kg) | Arranque (kg) | Arranque (kg)     | Arremesso (kg) | Arremesso (kg) | Arremesso (kg) | Arremesso (kg)    | Total |
| Pos.              | Atleta                      | Grupo | 1             | 2             | 3             | Resultado         | 1              | 2              | 3              | Resultado         | Total |
| ----------------- | --------------------------- | ----- | ------------- | ------------- | ------------- | ----------------- | -------------- | -------------- | -------------- | ----------------- | ----- |
| Medalha de ouro   | Lasha Talakhadze (GEO)      | A     | 208           | 215           | 220           | Medalha de ouro   | 247            | 255            | 264            | Medalha de ouro   | 484   |
| Medalha de prata  | Gor Minasyan (ARM)          | A     | 200           | 207           | 212           | Medalha de prata  | 237            | 243            | 248            | Medalha de prata  | 460   |
| Medalha de bronze | Ruben Aleksanyan (ARM)      | A     | 192           | 192           | 192           | 6                 | 241            | 245            | —              | Medalha de bronze | 437   |
| 4                 | Eduard Ziaziulin (BLR)      | A     | 193           | 198           | 201           | 4                 | 225            | 234            | 234            | 7                 | 432   |
| 5                 | Walid Bidani (ALG)          | A     | 191           | 197           | 200           | Medalha de bronze | 222            | 231            | 238            | 9                 | 431   |
| 6                 | Man Asaad (SYR)             | B     | 183           | 189           | 192           | 8                 | 225            | 233            | 241            | 5                 | 430   |
| 7                 | Fernando Reis (BRA)         | A     | 185           | 191           | 192           | 5                 | 225            | 232            | 236            | 8                 | 424   |
| 8                 | Hojamuhammet Toýçyýew (TKM) | A     | 180           | 187           | 189           | 16                | 235            | 242            | —              | 4                 | 422   |
| 9                 | Ali Davoudi (IRI)           | A     | 190           | 198           | 199           | 7                 | 230            | 244            | 244            | 11                | 420   |
| 10                | Jiří Orság (CZE)            | B     | 176           | 176           | 180           | 18                | 230            | 240            | 250            | 6                 | 416   |
| 11                | Eishiro Murakami (JPN)      | B     | 180           | 185           | 185           | 11                | 217            | 224            | 230            | 10                | 415   |
| 12                | Giorgi Chkheidze (GEO)      | B     | 178           | 182           | 185           | 10                | 222            | 227            | 231            | 14                | 412   |
| 13                | Antoniy Savchuk (RUS)       | B     | 179           | 179           | 183           | 13                | 217            | 222            | 226            | 15                | 409   |
| 14                | Ham Sang-il (KOR)           | B     | 180           | 187           | 190           | 15                | 220            | 227            | 232            | 13                | 407   |
| 15                | Caine Wilkes (USA)          | B     | 175           | 181           | 187           | 14                | 215            | 222            | 227            | 17                | 403   |
| 16                | David Liti (NZL)            | C     | 163           | 168           | 173           | 21                | 216            | 222            | 227            | 12                | 400   |
| 17                | Mart Seim (EST)             | B     | 175           | 175           | 175           | 20                | 225            | 230            | 230            | 16                | 400   |
| 18                | Péter Nagy (HUN)            | B     | 176           | 181           | 182           | 17                | 215            | 221            | 225            | 18                | 397   |
| 19                | David Litvinov (ISR)        | C     | 176           | 181           | 184           | 12                | 205            | 205            | 211            | 21                | 395   |
| 20                | Enzo Kuworge (NED)          | C     | 161           | 166           | 170           | 24                | 213            | 213            | 215            | 19                | 381   |
| 21                | Raúl Manríquez (MEX)        | C     | 165           | 171           | 176           | 22                | 205            | 215            | 215            | 22                | 376   |
| 22                | Anthony Coullet (FRA)       | C     | 158           | 163           | 166           | 25                | 212            | 219            | 222            | 20                | 375   |
| 23                | Kim Tollefsen (NOR)         | C     | 157           | 162           | 164           | 26                | 200            | 205            | 208            | 23                | 367   |
| 24                | Gilberto Lemus (GUA)        | C     | 165           | 171           | 176           | 23                | 195            | 205            | 206            | 24                | 366   |
| —                 | Mohsen Dadras (IRI)         | A     | 181           | 186           | 190           | 9                 | 225            | 225            | 230            | —                 | —     |
| —                 | Fernando Salas (ECU)        | C     | 163           | 170           | 175           | 19                | 193            | —              | —              | —                 | —     |
| —                 | Kamil Kučera (CZE)          | B     | 176           | 176           | 176           | —                 | 225            | —              | —              | —                 | —     |
| DSQ               | Chen Shih-chieh (TPE)       | A     | 185           | 190           | 193           | —                 | 235            | 242            | 242            | —                 | —     |